# Ivanovo Polje
Ivanovo Polje is een plaats in de gemeente Dežanovac in de Kroatische provincie Bjelovar-Bilogora. De plaats telt 298 inwoners (2001).